# 잔마르코 탐베리
잔마르코 탐베리(이탈리아어: Gianmarco Tamberi, 이탈리아어 발음: [dʒamˈmarko tamˈbɛːri], 1992년 6월 1일~)는 이탈리아의 육상 선수로 주 종목은 높이뛰기이다. 2020년 하계 올림픽에서 무타즈 이사 바르심과 함께 올림픽 육상에서 1912년 대회 이후 처음으로 공동 금메달을 획득했다.
아버지는 1980년 하계 올림픽 높이뛰기에 참가한 마르코 탐베리이다.

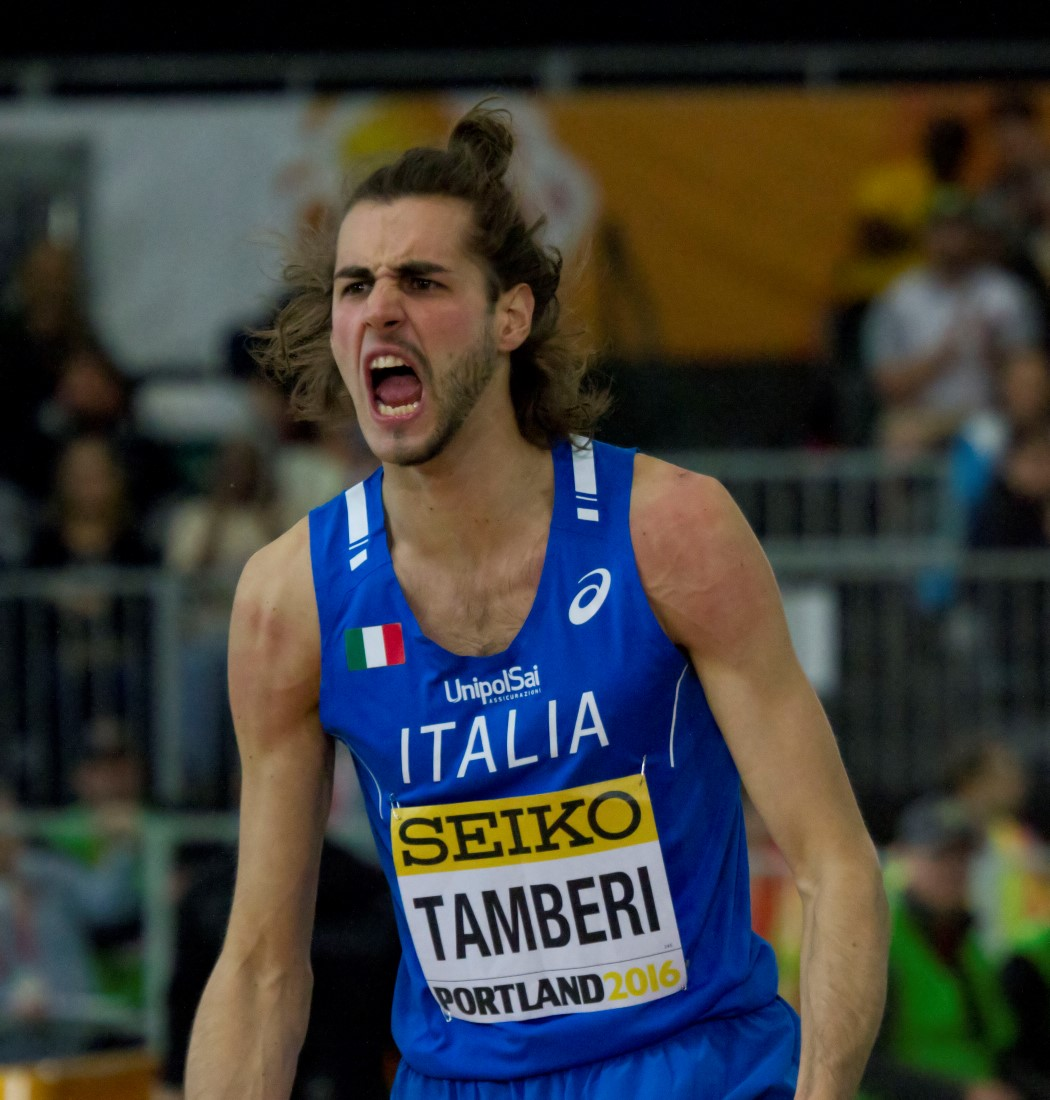
2016년 세계 실내 선수권 대회 당시의 탐베리

## 같이 보기
- 높이뛰기